# Đại Thạnh
Đại Thạnh is een xã in het district Đại Lộc, een van de districten in de Vietnamese provincie Quảng Nam.
Het Khe Tânmeer ligt voor een gedeelte in Đại Thạnh. De Thu Bồn stroomt ter plaatse ten oosten van Đại Thạnh.